# Траверс (навигация)
Тра́верс (на френски: traverse, от traverser, пресичам напряко) е направление, перпендикулярно на курса на плавателен съд (кораб), самолет или неговата диаметралната плоскост. Съответства на курсов ъгъл от 90°.
Ако курсовият ъгъл съставлява 90° по десния или левия борд, той се нарича траверс на съда. Например „На траверса по десния борд – маяк“. Траверс има кораб или самолет, но не и предмет. Поради това и срещащите се при някои автори словосъчетания от рода на „на траверса на острова“ са взаимноизключващи се термини. Описаната грешка присъства даже в авторитетния „Тълковен речник на руския език“ под редакцията на Дмитрий Николаевич Ушаков (статията „Траверс“): „(…) 2. Направление, перпендикулярно на курса на съд (мор.). Да си на траверса на маяка (т.е. да виждаш маяка от съда перпендикулярно на курса)“.
В яхтения спорт има специално понятие тра́верс на задната точка. Траверсът на задната точка минава по кърмата. Яхтата се намира чисто зад друга яхта, когато нейният корпус и оборудване в нормално положение се намират отзад на траверса на най-задната точка на корпуса или оборудването на другата яхта (в нормално положение).
Също се използва и като съкратено название на траверсна преграда, например: брониран траверс, виж Траверса.